# 開田博勝
開田 博勝（ひらきだ ひろかつ、1975年2月10日 - ）は、福岡県柳川市出身の元社会人野球選手（外野手）。
2011年12月から2019年まで三菱重工長崎の監督を務めた。

## 来歴・人物
柳川高校では2年の夏に第73回全国高等学校野球選手権大会に出場。2回戦から6打席連続安打を記録し、チームも2回戦で木立章成や井上浩司を擁する専大北上、3回戦では岸川雄二を擁する佐賀学園をそれぞれ破ってベスト8に進出した。法政大学では野球部の同期に副島孔太がおり、3年生の時に大学選手権で優勝を経験している。
1997年に三菱重工長崎に入社し、3年目の1999年に主将に就任。俊足を活かすため2番打者を任され、同年の都市対抗で準優勝した。翌2000年はシドニー五輪代表候補として最終選考の合宿に参加したが、代表には選ばれなかった。社会人の4年間で公式戦68試合に出場して打率.330、10本塁打という打力などが評価され、 同年のドラフト会議でオリックスから5位指名を受けたが、契約金なしなどの条件が指名後の交渉でも一切変わらない事が事前に開田側に伝わっておらず、入団拒否に至っている。
2001年は主将の座を退いてプレーに専念し、オープン戦11試合で41打数20安打、5本塁打を記録するなど春先から好調を見せ、1番打者を任された。日本選手権では全試合1打席目で出塁し、決勝戦では5打数4安打を記録するなど大会打率.667の活躍で首位打者賞を獲得し、優勝に貢献している。2002年は都市対抗予選でチーム2位の打率.429を記録したが、脇腹痛に苦しみ本大会ではチームも初戦で敗退した。
2003年は2月下旬に右手首を骨折し、回復してからも無意識にかばう感覚などに苦しんだが、都市対抗の地区代表決定戦では本塁打を放つなど徐々に復調した。翌2004年10月に右ひじ靭帯の移植手術を受け、2005年の都市対抗地区予選では1番打者として全試合で1打席目に出塁し、打率.353を記録している。2006年は都市対抗本大会の1回戦で右翼守備の際に中堅手と交錯して左ひざの靭帯を断裂する重傷を負った。一時は引退も考えたがリハビリに励み、2007年の日本選手権の予選で1年2か月ぶりに公式戦出場を果たしている。2008年限りで現役を引退した。
2011年12月、吉村忠治監督に代わって三菱重工長崎の監督を歴任。
2020年より弟の開田成幸がHondaの監督に就任している。